# Sezona Velikih nagrad 1935
Sezona Velikih nagrad 1935 je bila tretja sezona Evropskega avtomobilističnega prvenstva.

## Poročilo
Sezona 1935 je bila predvsem sezona Mercedes-Benza in Rudolfa Caracciole ter prva sezona Evropskega prvenstva pod okriljem AIACR.
Na dirkah za Velike nagrade so bila tovarniška moštva velikih avtomobilskih proizvajalcev vse bolj dominantna, privatni dirkači se niso več mogli enakovredno kosati z njimi. Leta 1935 je bila topogledno ustanovljena Zveza neodvisnih dirkačev v Parizu, da bi izboljšala njihov položaj. Toda organizatorji dirk niso bili več pripravljeni financirati štartnin privatnim dirkačem, zato se jih je vse več preusmerilo v dirkanje v nižjem razredu Voiturette ali dirke športnih dirkalnikov. Whitney Straight se je celo upokojil kot dirkač po tem, ko mu ni uspelo kupiti dirkalnika Auto Uniona. Med sezono sta interes za dirke v najvišjem razredu izgubila še Maserati in Bugatti, tako je poleg obeh nemških moštev ostalo le še dirkaško moštvo Alfe Romeo, Scuderia Ferrari.
Jeseni so se predstavniki AIACR in moštev sestali, da bi izoblikovali nova pravila za dirkanje v naslednji sezoni 1936, toda sestanek ni obrodil sadov, zato so podaljšali sedanjo Formulo 750 kg do vključno sezone 1937.
V tej sezoni so postale dirke nižjega tipa Voiturette v Evropi vse močnejša alternativa dirkam za Veliko nagrado. Vse več tovrstnih evropskih dirk je povišalo največjo dovoljeno prostornino iz 1100 cm³ na 1500 cm³. Razlog za spremembo je bil uspešen britanski dirkalnik ERA, ki je med sezono od Maseratija prevzel primat na dirkah Voiturette. Maserati pa je bil pripravljen na odgovor, saj se je zavedal, da njihova dirkaška prihodnost leži bolj v dirkanju v razredu Voiturette, kot v razredu Grand Prix.
Mercedes-Benz
Mercedes-Benz je dirkal z lani razviti dirkalniki Mercedes-Benz W25 z 3,7 L motorji, ki so jih najprej nadgradili na 4,0 L, nato pa še na 4,3L. Sestava moštva se od prejšnje sezone 1934 ni spremenilo, glavni dirkači so bili Rudolf Caracciola, Manfred von Brauchitsch in Luigi Fagioli, rezervna dirkača pa Hanns Geier in Hermann Lang, ki je ob začetku sezone sicer delal še kot glavni Fagiolijev mehanik.
Auto Union
Auto Union je sezono začel z novim dirkalnikom Auto Union Typ B, ki je bil lanski dirkalnik Auto Union Typ A izboljšan v šestinpetdesetih različnih podrobnostih in z močnejšim 4,9 L motorjem, sredi sezone so njeogov kapaciteto povečali še na 5,6 L. Iz lanske sezone je moštvo zadržalo Hansa Stucka in Hermanna zu Leiningena ter v moštvo pripeljalo Achilla Varzija. Kot rezervna dirkača pa je moštvo izbralo Paula Pietscha in mladega motociklističnega dirkača Bernda Rosemeyerja, ki sta bila na izbirnem testiranju 24. oktobra 1934 na Nürburgringu najhitrejša v konkurenci več povabljenih dirkačev. August Momberger, ki je imel velike težave v odnosu s športnim direktorjem Willyjem Walbom, in Wilhelm Sebastian, ki je sam priznal, da za dirkanje na najvišjem nivoju ni dovolj hiter, sta v moštvu dobila druge zadolžitve.
Maserati
Maserati je zastopalo moštvo Della Chiese, Scuderia Subalpina. Dirkača Philippe Étancelin in Goffredo Zehender sta dirkala z dirkalniki Maserati 6C-34 in Maserati 8CM, preden je bil na voljo nov dirkalnik Maserati V8RI. Ob tem je z Maseratijevimi drikalniki dirkalo tudi neodvisno moštvo Gina Rovera z Giuseppom Farino, en dirkalnik 8CM pa je v začetku sezone Étancelin prodal še Armandu Girodu. Nov dolgo pričakovani dirkalnik V8RI je debitiral šele julija, njegova oblika je spominjala na dikalnika obeh nemških moštev. Toda še preden bi lahko dirkalnik dosegel poln potencial, je Maserati izgubil interes za Grand Prix dirke, tako da dirkalnik ni bil podvržen običajnemu procesu izboljševanja za nove dirkalnike. Dirkači so kot privatniki še naprej dirkalniki z 8CM, toda brez večjih uspehov, kajti ni bil kos zadnjim modelom Alfe Romeo ali obeh nemških moštev.
Alfa Romeo
Alfo Romeo je zastopalo moštvo Scuderia Ferrari. Dirkalnikom Alfa Romeo P3 so povečali kapaciteto motorja na 3,2 L, opremljeni pa so bili tudi z neodvisnim prednjim vzmetenjem. Sredi sezone je bila nared končna različica dirkalnika z 3,8 L motorjem. V zadnji četrtini sezone se je pojavil nov dirkalnik Alfa Romeo Tipo C z 3,8 L motorjem in neodvisnim vzmetenjen na vseh kolesih. Tazio Nuvolari je želel v Auto Union, toda izvedel je, da je za nemško moštvo podpisal že Varzi, zato je tako želel nadaljevati kot privatnik Maseratija, toda ker je Varzi zapustil Ferrari, bi to pomenilo, da bi bila v italijanskem moštvu glavna dirkača Francoz René Dreyfus in Monačan Louis Chiron. Benito Mussolini je dal jasno vedeti, da si v moštvu kot glavnega dirkača želi Nuvolarija, ki se je tako vrnil v moštvo. Drugi dirkači v moštvu so bili še Carlo Felice Trossi, ki je bil obenem športni direktor, Antonio Brivio, Gianfranco Comotti, Mario Tadini in Carlo Pintacuda. Ferrari je izdelal tudi nov 6,3 L dirkalnik z dvojnim motorjem Alfa Romeo Bi-motore, ki naj bi bil kos nemškim moštvom na hitrih dirkališčih.
Bugatti
Bugatti je dirkalniku Bugatti T59 povečal kapaciteto motorja na 3,8 L in končno izboljšal tudi njegovo zanesljivost. Moštvo je zadržalo štiri dirkalnike, štiri pa je prodalo britanskim dirkačem. Moštveni dirkači so bili Jean-Pierre Wimille, Piero Taruffi in veteran Robert Benoist. Earl Howe je kot privatnik nastopal tudi na večjih dirkah, na nekaterih dirkah pa so se pojavili tudi privatniki s starejšimi modeli Bugattijev.

## Dirkači in moštva

### Tovarniška moštva
| Moštvo             | Konstruktor   | Šasija            | Motor                                 | Dirkači                 |
| ------------------ | ------------- | ----------------- | ------------------------------------- | ----------------------- |
| Daimler-Benz AG    | Mercedes-Benz | W25               | 3.7/4.0/4.3 L Straight-8              | Rudolf Caracciola       |
| Daimler-Benz AG    | Mercedes-Benz | W25               | 3.7/4.0/4.3 L Straight-8              | Luigi Fagioli           |
| Daimler-Benz AG    | Mercedes-Benz | W25               | 3.7/4.0/4.3 L Straight-8              | Manfred von Brauchitsch |
| Daimler-Benz AG    | Mercedes-Benz | W25               | 3.7/4.0/4.3 L Straight-8              | Hermann Lang            |
| Daimler-Benz AG    | Mercedes-Benz | W25               | 3.7/4.0/4.3 L Straight-8              | Hanns Geier             |
| Auto Union         | Auto Union    | B                 | 4.9/5.6 L V16                         | Hans Stuck              |
| Auto Union         | Auto Union    | B                 | 4.9/5.6 L V16                         | Bernd Rosemeyer         |
| Auto Union         | Auto Union    | B                 | 4.9/5.6 L V16                         | Achille Varzi           |
| Auto Union         | Auto Union    | B                 | 4.9/5.6 L V16                         | Paul Pietsch            |
| Scuderia Ferrari   | Alfa Romeo    | Tipo B "P3" 8C-35 | 3.2/3.8 L Straight-8 3.8 L Straight-8 | Tazio Nuvolari          |
| Scuderia Ferrari   | Alfa Romeo    | Tipo B "P3" 8C-35 | 3.2/3.8 L Straight-8 3.8 L Straight-8 | René Dreyfus            |
| Scuderia Ferrari   | Alfa Romeo    | Tipo B "P3" 8C-35 | 3.2/3.8 L Straight-8 3.8 L Straight-8 | Louis Chiron            |
| Scuderia Ferrari   | Alfa Romeo    | Tipo B "P3" 8C-35 | 3.2/3.8 L Straight-8 3.8 L Straight-8 | Attilio Marinoni        |
| Scuderia Ferrari   | Alfa Romeo    | Tipo B "P3" 8C-35 | 3.2/3.8 L Straight-8 3.8 L Straight-8 | Antonio Brivio          |
| Scuderia Subalpina | Maserati      | 6C-34 V8RI        | 3.2 L Straight-6 4.2 L Straight-8     | Goffredo Zehender       |
| Scuderia Subalpina | Maserati      | 6C-34 V8RI        | 3.2 L Straight-6 4.2 L Straight-8     | Philippe Étancelin      |
| Scuderia Subalpina | Maserati      | 6C-34 V8RI        | 3.2 L Straight-6 4.2 L Straight-8     | Pietro Ghersi           |
| Scuderia Subalpina | Maserati      | 6C-34 V8RI        | 3.2 L Straight-6 4.2 L Straight-8     | Giuseppe Farina         |
| Scuderia Subalpina | Maserati      | 6C-34 V8RI        | 3.2 L Straight-6 4.2 L Straight-8     | Eugenio Siena           |
| Scuderia Subalpina | Maserati      | 6C-34 V8RI        | 3.2 L Straight-6 4.2 L Straight-8     | Marcel Lehoux           |
| Bugatti            | Bugatti       | T59               | 3.3 L Straight-8                      | Piero Taruffi           |
| Bugatti            | Bugatti       | T59               | 3.3 L Straight-8                      | Robert Benoist          |
| Bugatti            | Bugatti       | T59               | 3.3 L Straight-8                      | Jean-Pierre Wimille     |
| ERA                | ERA           | B                 | 2.0 L Straight-6                      | Raymond Mays            |
| ERA                | ERA           | B                 | 2.0 L Straight-6                      | Ernst von Delius        |

### Neodvisna moštva
| Moštvo                 | Konstruktor         | Šasija          | Motor                             | Dirkači             |
| ---------------------- | ------------------- | --------------- | --------------------------------- | ------------------- |
| Scuderia Villapadierna | Maserati            | 8CM             | 3.0 L Straight-8                  | Marcel Lehoux       |
| Gruppo san Giorgio     | Alfa Romeo Maserati | Tipo B "P3" 26M | 3.0 L Straight-8 2.5 L Straight-8 | Renato Balestrero   |
| Luigi Soffietti        | Maserati            | 8CM             | 3.0 L Straight-8                  | Luigi Soffietti     |
| Luigi Soffietti        | Maserati            | 8CM             | 3.0 L Straight-8                  | Pietro Ghersi       |
| Earl Howe              | Bugatti Maserati    | T59 8CM         | 3.2 L Straight-8 3.0 L Straight-8 | Earl Howe           |
| Earl Howe              | Bugatti Maserati    | T59 8CM         | 3.2 L Straight-8 3.0 L Straight-8 | Brian Lewis         |
| Gino Rovere            | Maserati            | 6C-34           | 3.7 L Straight-6                  | Giuseppe Farina     |
| Franco Sardi           | Alfa Romeo          | Tipo B "P3"     | 2.9 L Straight-8                  | Ferdinando Barbieri |

### Privatna moštva
| Dirkači          | Konstruktor | Šasija      | Motor            | Nastopi       |
| ---------------- | ----------- | ----------- | ---------------- | ------------- |
| Raymond Sommer   | Alfa Romeo  | Tipo B "P3" | 3.2 L Straight-8 | BEL, ŠVI, ŠPA |
| László Hartmann  | Maserati    | 8CM         | 3.0 L Straight-8 | NEM, ŠVI      |
| Hans Rüesch      | Maserati    | 8CM         | 3.0 L Straight-8 | NEM           |
| Genaro Léoz-Abad | Bugatti     | T51         | 2.3 L Straight-8 | ŠPA           |

## Koledar dirk

### Prvenstvene dirke
| Št | Velika nagrada         | Dirkališče        | Datum        | Zmag. dirkač      | Zmag. moštvo  | Poročilo |
| -- | ---------------------- | ----------------- | ------------ | ----------------- | ------------- | -------- |
| 1  | Velika nagrada Belgije | Spa-Francorchamps | 14. julij    | Rudolf Caracciola | Mercedes-Benz | Poročilo |
| 2  | Velika nagrada Nemčije | Nürburgring       | 28. julij    | Tazio Nuvolari    | Alfa Romeo    | Poročilo |
| 3  | Velika nagrada Švice   | Bremgarten        | 25. avgust   | Rudolf Caracciola | Mercedes-Benz | Poročilo |
| 4  | Velika nagrada Italije | Monza             | 8. september | Hans Stuck        | Auto Union    | Poročilo |
| 5  | Velika nagrada Španije | Lasarte           | 8. avgust    | Rudolf Caracciola | Mercedes-Benz | Poročilo |

### Pomembnejše neprvenstvene dirke
Dirki Grandes Épreuves sta odebeljeni.
| Dirka                         | Dirkališče      | Datum         | Zmag. dirkač         | Zmag. moštvo  | Poročilo |
| ----------------------------- | --------------- | ------------- | -------------------- | ------------- | -------- |
| Grand Prix de Pau             | Pau             | 24. februar   | Tazio Nuvolari       | Alfa Romeo    | Poročilo |
| Velika nagrada Monaka         | Monaco          | 22. april     | Luigi Fagioli        | Mercedes-Benz | Poročilo |
| Targa Florio                  | Madonie         | 28. april     | Antonio Brivio       | Alfa Romeo    | Poročilo |
| Velika nagrada Tunisa         | Kartagina       | 5. maj        | Achille Varzi        | Auto Union    | Poročilo |
| Velika nagrada Tripolija      | Mellaha         | 12. maj       | Rudolf Caracciola    | Mercedes-Benz | Poročilo |
| Eläintarhanajot               | Eläintarharata  | 12. maj       | Karl Ebb             | Mercedes-Benz | Poročilo |
| Velika nagrada Bergama        | Bergamo         | 19. maj       | Tazio Nuvolari       | Alfa Romeo    | Poročilo |
| Avusrennen                    | AVUS            | 26. maj       | Luigi Fagioli        | Mercedes-Benz | Poročilo |
| Velika nagrada Pikardije      | Péronne         | 26. maj       | Robert Benoist       | Bugatti       | Poročilo |
| Velika nagrada Orléansa       | Orléans         | 26. maj       | Robert Cazaux        | Bugatti       | Poročilo |
| Mannin Moar                   | Douglas         | 31. maj       | Brian Lewis          | Bugatti       | Poročilo |
| Grand Prix de l´U.M.F.        | Montlhéry       | 2. junij      | Raymond Sommer       | Alfa Romeo    | Poročilo |
| Velika nagrada Ria de Janeira | Gávea           | 2. junij      | Riccardo Carú        | Fiat          | Poročilo |
| Velika nagrada Bielle         | Biella          | 9. junij      | Tazio Nuvolari       | Alfa Romeo    | Poročilo |
| Velika nagrada Frontieresa    | Chimay          | 9. junij      | Rudolf Steinweg      | Bugatti       | Poročilo |
| Eifelrennen                   | Nürburgring     | 16. junij     | Rudolf Caracciola    | Mercedes-Benz | Poročilo |
| Velika nagrada Francije       | Montlhéry       | 23. junij     | Rudolf Caracciola    | Mercedes-Benz | Poročilo |
| Velika nagrada Penya Rhina    | Montjuic Park   | 30. junij     | Luigi Fagioli        | Mercedes-Benz | Poročilo |
| Velika nagrada Lorene         | Nancy           | 30. junij     | Louis Chiron         | Alfa Romeo    | Poročilo |
| Velika nagrada Valentina      | Parco Valentino | 7. julij      | Tazio Nuvolari       | Alfa Romeo    | Poročilo |
| Grand Prix de la Marne        | Reims           | 7. julij      | René Dreyfus         | Alfa Romeo    | Poročilo |
| Velika nagrada Dieppa         | Dieppe          | 21. julij     | René Dreyfus         | Alfa Romeo    | Poročilo |
| Grand Prix du Comminges       | Saint-Gaudens   | 4. avgust     | Raymond Sommer       | Alfa Romeo    | Poročilo |
| Coppa Ciano                   | Montenero       | 4. avgust     | Tazio Nuvolari       | Alfa Romeo    | Poročilo |
| Coppa Acerbo                  | Pescara         | 15. avgust    | Achille Varzi        | Auto Union    | Poročilo |
| Velika nagrada Nice           | Nica            | 18. avgust    | Tazio Nuvolari       | Alfa Romeo    | Poročilo |
| Velika nagrada Modene         | Modena          | 15. september | Tazio Nuvolari       | Alfa Romeo    | Poročilo |
| Velika nagrada Estonije       | Pirita-Kose     | 15. september | Karl Ebb             | Mercedes-Benz | Poročilo |
| Velika nagrada Masaryka       | Brno            | 29. september | Bernd Rosemeyer      | Auto Union    | Poročilo |
| Coppa Edda Ciano              | Lucca           | 29. september | Mario Tadini         | Alfa Romeo    | Poročilo |
| Velika nagrada Doningtona     | Donington Park  | 5. oktober    | Richard Shuttleworth | Alfa Romeo    | Poročilo |
| Coppa della Sila              | Cosenza         | 6. oktober    | Antonio Brivio       | Alfa Romeo    | Poročilo |
| Mountain Championship         | Brooklands      | 19. oktober   | Richard Shuttleworth | Alfa Romeo    | Poročilo |

## Dirkaško prvenstvo
| Poz | Dirkač                  | BEL | NEM | Švi | ITA | ŠPA | Toč |
| --- | ----------------------- | --- | --- | --- | --- | --- | --- |
| 1   | Rudolf Caracciola       | 1   | 3   | 1   | Ret | 1   | 11  |
| 2   | Luigi Fagioli           | 2   | 6   | 2   | Ret | 2   | 17  |
| 3   | Hans Stuck              |     | 2   | 11  | 1   | Ret | 21  |
| 4   | Tazio Nuvolari          |     | 1   | 5   | Ret | Ret | 24  |
| 5   | Manfred von Brauchitsch | Ret | 5   | Ret | Ret | 3   | 25  |
| =   | Bernd Rosemeyer         |     | 4   | 3   | Ret | 5   | 25  |
| 7   | René Dreyfus            | 4   |     | 7   | 2   |     | 26  |
| 8   | Achille Varzi           |     | 8   | 4   | Ret | Ret | 27  |
| 9   | Louis Chiron            | 3   | Ret | Ret |     | Ret | 29  |
| =   | Hermann Lang            |     | Ret | 6   | Ret |     | 29  |
| 11  | Piero Taruffi           | 6   | Ret |     | 5   |     | 31  |
| =   | Raymond Sommer          | Ret |     | 9   |     | 7   | 31  |
| =   | Paul Pietsch            |     | 9   |     | 3   |     | 31  |
| 14  | Marcel Lehoux           | 7   |     |     |     | 8   | 32  |
| =   | Robert Benoist          | 5   |     |     |     | 6   | 32  |
| 16  | Jean-Pierre Wimille     | Ret |     |     | Ret | 4   | 33  |
| 17  | Philippe Étancelin      |     | Ret | Ret | Ret |     | 34  |
| 18  | Goffredo Zehender       |     | 11  |     | Ret |     | 35  |
| =   | Pietro Ghersi           |     | 12  |     | Ret |     | 35  |
| =   | Renato Balestrero       |     | Ret | 12  |     |     | 35  |
| 21  | Hanns Geier             |     | 7   |     |     |     | 36  |
| =   | Hans Rüesch             |     | 10  |     |     |     | 36  |
| =   | László Hartmann         |     | Ret | Ret |     |     | 36  |
| =   | Giuseppe Farina         |     |     | 8   |     |     | 36  |
| =   | Earl Howe               |     |     | 10  |     |     | 36  |
| =   | Attilio Marinoni        |     |     |     | 4   |     | 36  |
| 27  | Raymond Mays            |     | Ret |     |     |     | 37  |
| =   | Genaro Léoz-Abad        |     |     |     |     | Ret | 37  |
| 29  | Antonio Brivio          |     | Ret |     |     |     | 39  |
| =   | Ferdinando Barbieri     |     |     | Ret |     |     | 39  |
| =   | Brian Lewis             |     |     | Ret |     |     | 39  |
| =   | Eugenio Siena           |     |     |     |     | Ret | 39  |
| Poz | Dirkač                  | BEL | NEM | Švi | ITA | ŠPA | Toč |

| Barva     | Rezultat                    | Točke |
| --------- | --------------------------- | ----- |
| Zlata     | Zmagovalec                  | 1     |
| Srebrna   | Drugi                       | 2     |
| Bronasta  | Tretji                      | 3     |
| Zelena    | Prevozil več kot 75% dirke  | 4     |
| Modra     | Prevozil med 50% in 75%     | 5     |
| Vijolična | Prevozil med 25% in 50%     | 6     |
| Rdeča     | Prevozil manj kot 25% dirke | 7     |
| Črna      | Diskvalificiran             | 8     |
| Prazna    | Ni dirkal (DNP)             | 8     |